# Туристско-оздоровительный комплекс «Судак»
Туристско-оздоровительный комплекс «Судак» (ТОК «Судак») — крымская здравница и центр конгрессного туризма в городе Судак в прибрежной части Судакской долины. Основан в 1948 как Дом отдыха «Судак».

## История
Основан в 1948 как дом отдыха «Судак». В 1955 году передан в ведение Министерства среднего машиностроения СССР (МСМ - сегодня РОСАТОМ). В 1992 году перешел в собственности АР Крым, с 1996 — открытое акционерное общество. Директором ОАО в 1996—1998 годах был крымский бизнесмен и политик Борис Дейч, его родственникам принадлежал комплекс к началу 2010-х годов. Позже контроль над предприятием перешел к «Смарт-Холдингу» российского, а в дальнейшем украинского бизнесмена и политика Вадима Новинского.
В 2016 году перешёл под управление Министерства обороны РФ.

## Инфраструктура
7 корпусов вмещают 1100 мест в одно-, двух — и трехместных номерах.
В 2001 году ТОК «Судак» по уровню цен и комфорта относили к среднему классу отдыха. В 2008 году номеров экономкласса почти не осталось, а по рейтингу журнала «Новинар», что составлялся путем опроса туристических операторов, комплекс разделил 4-6 место среди всех мест отдыха Крыму.
На территории есть собственный источник с сероводородной минерализованной водой, собственные песчаный и галечный пляж, бар, ресторан, столовая.

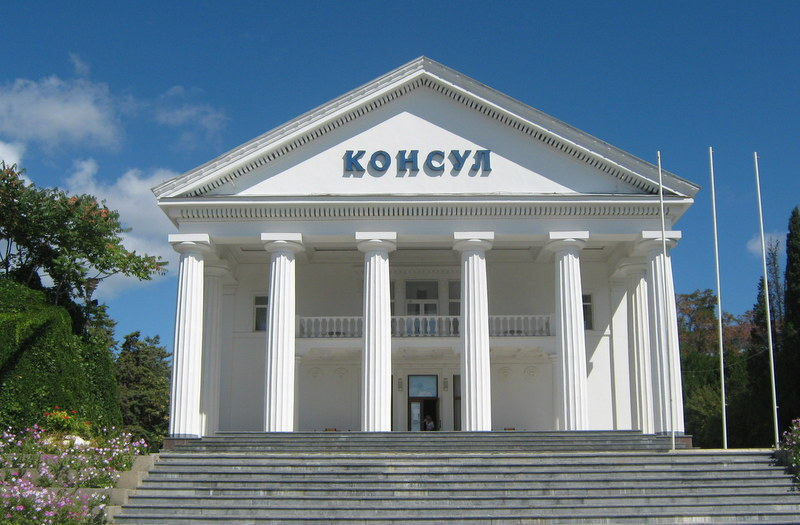
Ресторан «Консул»
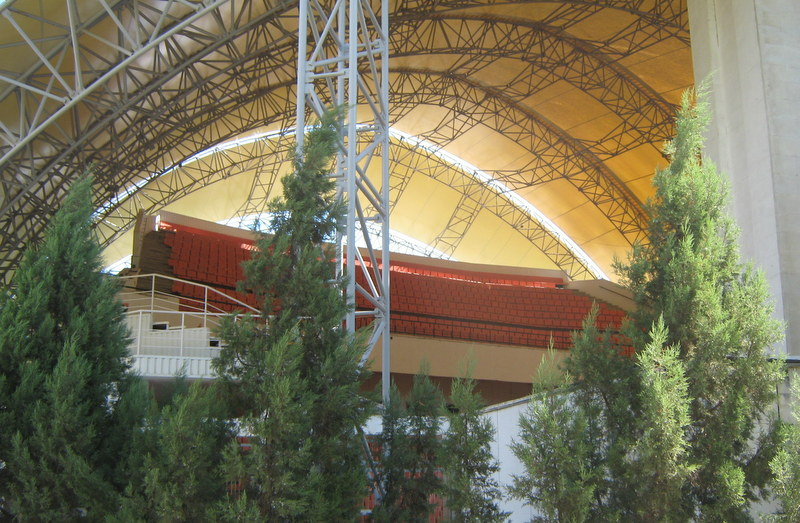
Киноконцертный зал
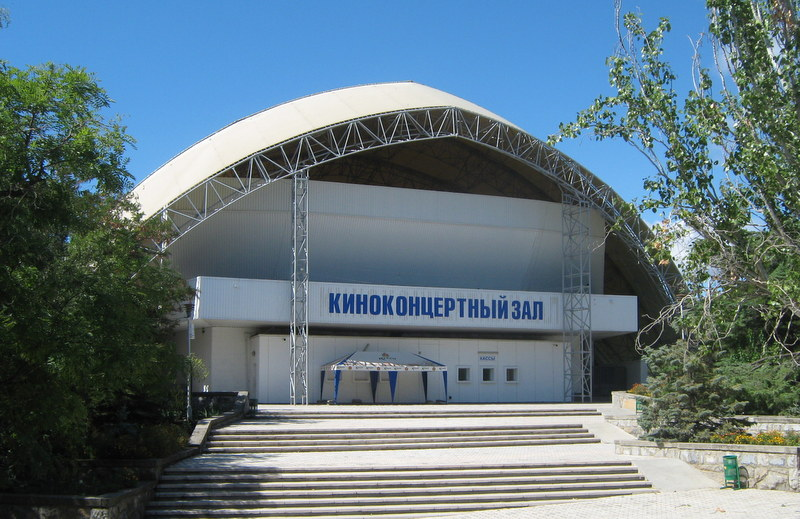
Киноконцертный зал
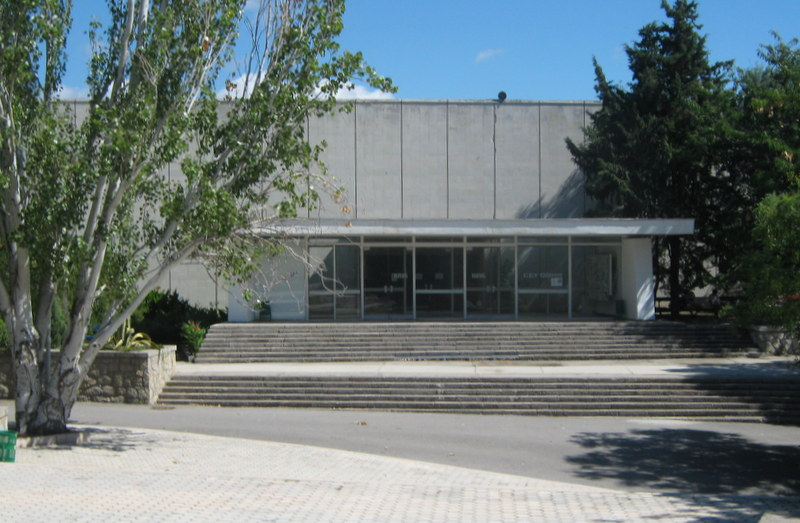
Дворец культуры и музей

## Музей
В 2003 на территории комплекса основан Судакский городской музей. В двух залах музея экспонируются материалы, рассказывающие об истории города Судак и его развития как курорта.

## Парк
На территории комплекса расположен дендрологический парк, который в 1997 году объявлен памятником садово-паркового искусства «Парк дома отдыха „Судак“». Парк занимает площадь 17,4 га и содержит уникальную коллекцию видов растений-интродуцентов, включая особо редкими растениями. В 2017 году Судакский городской суд принял решение о свободном доступе в парк для всех желающих.

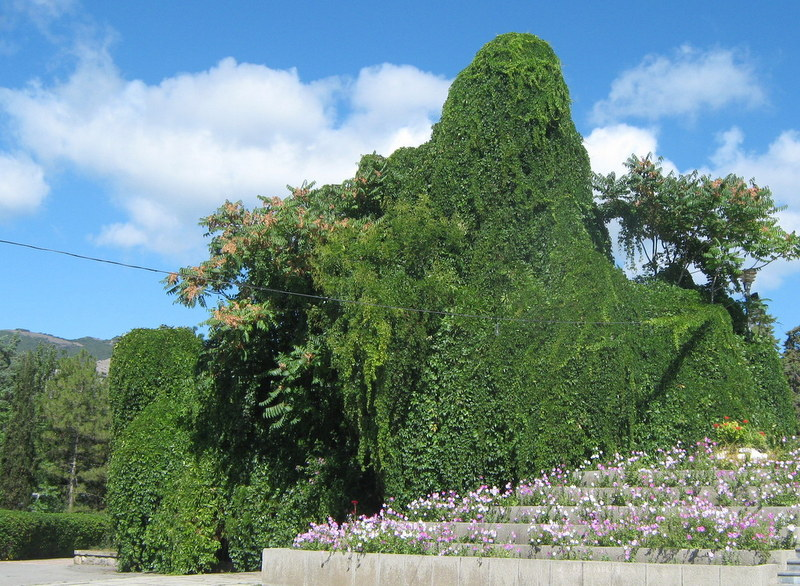
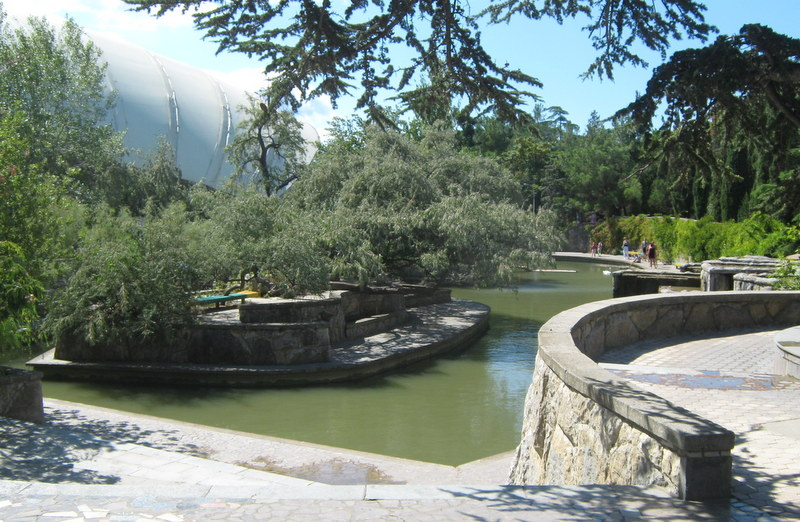
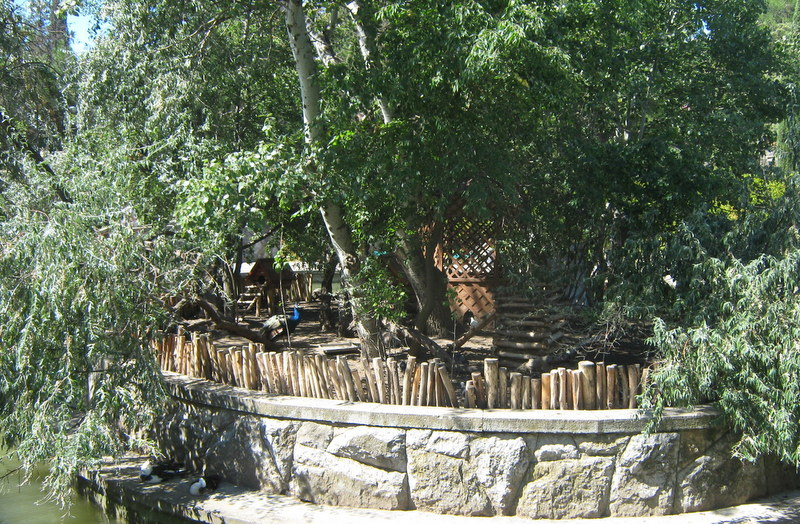